# Apariencia y salud de Michael Jackson
Michael Jackson fue un cantante, compositor y bailarín afroestadounidense que pasó más de cuatro décadas en el ojo público, primero como voz principal de los Jackson 5 y luego como solista. Sus récords en ventas fueron de los más grandes en la historia de la música. Desde mediados de la década de 1980, la apariencia de Jackson comenzó a cambiar. Los cambios en su rostro, particularmente en su nariz, desencadenaron la especulación generalizada de una extensa cirugía estética. Su tono de piel se volvió mucho más claro y se sometió a distintos procesos médicos a causa de su vitíligo. Su piel más clara generó críticas raciales hacía el supuesto rechazo a sus orígenes, sin embargo Jackson negó cada especulación y adjudicó ese proceso a las cremas experimentales que usaba para tratar su condición dermatológica, las cuales ayudaron a que su piel se tornara cada vez más pálida.
Jackson sufrió abuso físico y psicológico durante su niñez por parte de su padre Joseph Jackson. En 2003, Joseph admitió haber azotado y explotado laboralmente a Jackson y a sus hermanos, lo que provocó en el cantante distintos traumas y comportamientos inusuales tales como el síndrome de Peter Pan. Durante 1990 Jackson se había vuelto dependiente a distintas drogas controladas, principalmente analgésicos y sedantes fuertes. Tales adicciones llevaron a Jackson a distintos procesos de rehabilitación. Jackson murió de intoxicación aguda por propofol y benzodiazepinas después de sufrir un paro cardíaco el 25 de junio de 2009. Su médico personal fue declarado culpable de homicidio involuntario en su muerte y condenado a cuatro años en prisión.

## Condiciones dermatológicas

### Vitiligo

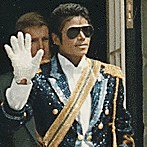
Jackson en 1984 usando su mítico guante con diamantes.

La piel de Jackson había sido oscura durante su juventud, pero a partir de mediados de la década de 1980 se volvió más pálida gradualmente. Esta transformación provocó una amplia cobertura de los medios, incluida la especulación de que se estaba blanqueando la piel. El dermatólogo de Jackson, Arnold Klein, declaró que en 1986 diagnosticó a Jackson con vitíligo, una condición caracterizada por manchas de la piel que perdían su pigmento. Jackson comenzó un tratamiento para blanquear la piel y cubrir las manchas desiguales de color a base de cremas experimentales. También recurrió a usar cosméticos para cubrir las manchas, tales como maquillaje de tonos más claros que su tono natural de piel. Durante la promoción de su álbum Thriller de 1982, Jackson optó por usar un guante blanco cubierto de diamantes para cubrir las manchas de su mano. Este accesorio se convertiría en algo característico de sus presentaciones en vivo y entregas de premios durante toda su trayectoria.
En 1993, durante una entrevista con Oprah Winfrey se le cuestionó sobre el tono de su piel, a lo que respondió «Que yo sepa, no existe el blanqueamiento de la piel. Nunca lo he visto, no sé qué es, yo tengo un trastorno cutáneo hereditario, que destruye la pigmentación de la piel, y es algo que no puedo evitar. No lo puedo controlar. Está en mi familia, mi padre dice que es de su parte y uso maquillaje para igualar el tono desigual de mi piel». La entrevista de Winfrey a Jackson fue vista por 62 millones de estadounidenses y rompió varios récords televisivos.
Poco después de la muerte de Jackson, se encontraron tubos de hidroquinona y monobenzona en la casa de Jackson, cremas con agentes blanqueadores de la piel usadas en adultos que padecen de vitíligo en más del 50% de sus cuerpos. La autopsia de Jackson confirmó que tenía vitíligo.

### Lupus
El doctor Arnold Klein también detectó signos de lupus eritematoso discoide en Jackson, le diagnosticó la enfermedad en 1983. Según el biógrafo de Jackson J. Randy Taraborrelli, el lupus de Jackson estaba en remisión. La autopsia de Jackson no confirmó ni descartó si de verdad padecía lupus.

## Cirugía plástica y procesos cosméticos
Con el tiempo, la estructura facial de Jackson también cambió. Distintos expertos en cirugía plástica especularon que se sometió a distintas rinoplastias, un estiramiento de la frente, una cirugía de pómulos y una alteración de los labios. Los cercanos a Jackson estimaron que, para 1990, se había sometido a más de 12 cirugías. En 2010, durante una entrevista con Oprah Winfrey, la madre del cantante, Katherine Jackson, declaró que Michael tenía una adicción a la cirugía plástica y que sentía que era feo durante su adolescencia. En la entrevista, también comentó que ella trató de convencer al cirujano privado del cantante para que dejara de practicarle operaciones en su rostro. En 2015, fue lanzado el documental The 10 Faces Of Michael Jackson, parte de su argumento era repasar los diversos cambios del cantante y los más de 100 procedimientos en su rostro.

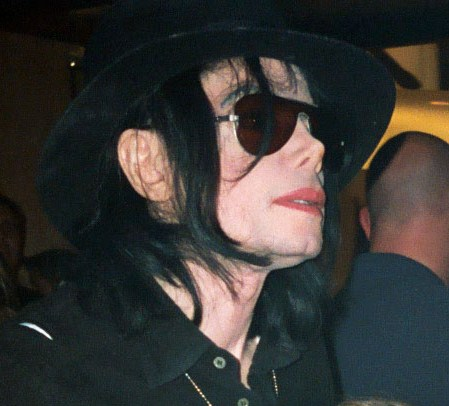
Jackson en 2003.

### Rinoplastias
Jackson se sometió a su primera cirugía de nariz en 1979. Afirmó que se sometió a la cirugía no porque quisiera una nariz más pequeña, sino por una ruptura de tabique durante un ensayo de baile y una intervención médica era necesaria. Sin embargo, Michael no estaba satisfecho con el resultado de su primera rinoplastia y lo hizo una segunda vez en 1981 para corregirla. En 1984 se sometió a un tercer proceso para definir y adelgazar la protuberancia. El doctor Steven Hoefflin, miembro del equipo médico de Jackson, dijo que la segunda cirugía de nariz lo dejó con dificultades para respirar y requería una tercera intervención. A lo largo de la década de 1990, la nariz de Michael se volvió notablemente más delgada. Wallace Goodstein, asistente de Hoefflin, dijo que el cantante se sometía a procedimientos cada dos meses. Tras la muerte de Jackson en 2009, declaró durante una entrevista que fueron 12 procesos realizados a lo largo de apenas dos años. Después de un largo historial de procedimientos, la nariz de Jackson requirió una reconstrucción a base de rellenos, prótesis y ácidos hialurónicos. El cantante tuvo diversas intervenciones médicas de emergencia entre 1996 y 2005 para corregir su prostético.

### Implantes y tatuajes
Durante la promoción de su álbum Bad de 1987, Jackson apareció con barba partida. Se sometió a una hendidura en la barbilla. El doctor Wallace Goodstein, parte del equipo del cantante, confirmó que Jackson tuvo múltiples implantes de mejillas, una cirugía de párpados y un implante metálico en su quijada. Varios de esos procesos fueron realizados de manera clandestina para evitar la exposición de Jackson con los medios. La autopsia del cantante reveló diversos tatuajes cosméticos en sus cejas, alrededor de sus ojos así como en el lagrimal, labios y en su cuero cabelludo. El proceso de sus labios fue a base de tinta para dejarlos permanentemente color rosa. Sus cejas pasaron por un proceso de micropigmentación dérmica. Jackson siempre hacía uso de pelucas para sus apariciones públicas. Jackson se realizó diversos tatuajes en el borde del cuero cabelludo para disimular el uso de extensiones y pelucas.

## Salud Mental

### Infancia, abuso psicológico y síndrome de Peter Pan
La infancia de Jackson fue discutida públicamente, particularmente su relación con su padre, Joseph Jackson. El cantante habló en varias ocasiones sobre la estricta disciplina de su padre, así como la explotación y violencia intrafamiliar, también confirmada por sus hermanos. Joseph sometió a Jackson desde una edad temprana a ensayos incesantes, azotes y el uso de nombres despectivos hacia el tamaño de su nariz. Estos abusos afectaron al artista durante toda su vida. Durante el documental hecho por Martin Bashir Living with Michael Jackson en 2003, Jackson habló con el periodista sobre su infancia y agregó «Peter Pan representa juventud, infancia, nunca crecer, magia, volar, todo lo que los niños sueñan, yo soy Peter Pan, soy Peter Pan en mi corazón». Los medios especularon que el artista sufría del síndrome de Peter Pan, trastorno psicológico narcisista que no permite a la gente crecer mentalmente. En 2005 El psicólogo Stan Katz dio una evaluación sobre el comportamiento de Jackson, su diagnóstico fue que el cantante sufría de una regresión de edad, Jackson habría tenido diez años mentalmente desde 2003. Katz señaló que «el individuo [Jackson] actúa como un niño y hace las mismas cosas que un niño de diez años».
A lo largo de su carrera, Jackson plasmó en sus canciones varias metáforas sobre sus vivencias y traumas. La más notable «Childhood» del álbum HIStory: Past, Present and Future, Book I de 1995, relata su larga búsqueda de «la infancia que nunca conoció». Durante el documental Living with Michael Jackson, el artista comentó que escribió la canción arriba de su «árbol mágico». Jon Pareles de The New York Times describió la canción como “escalofriante” y agregó que era una manera en la que Jackson desahogaba los estragos de su niñez. El video musical de «Childhood» fue inspirado por los filmes de Peter Pan y muestra al cantante en un bosque encantado mientras niños vuelan sobre él en veleros.

### Acusaciones de abuso infantil y Neverland

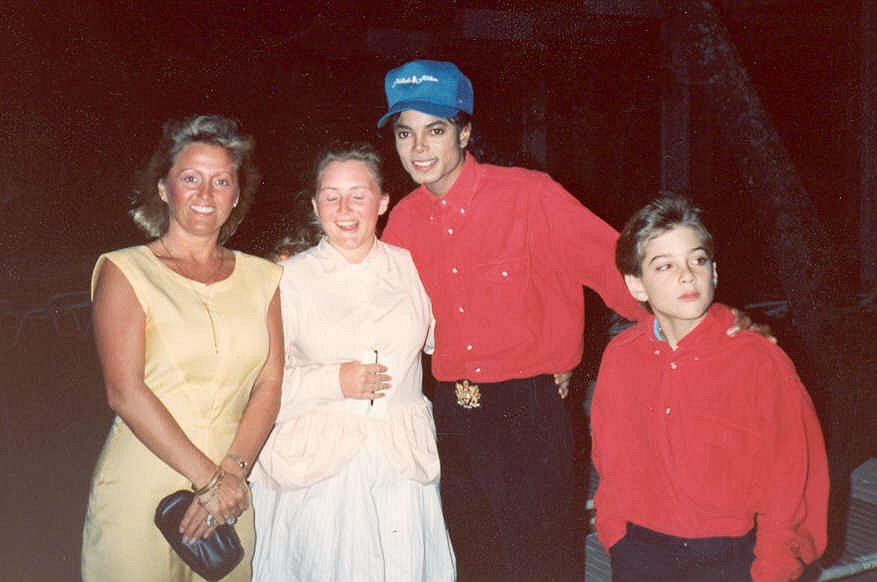
Jackson junto a James Safechuck durante sus vacaciones en Hawái.

En 1988, Jackson compró una propiedad de 2.700 hectáreas situada en las montañas del Condado de Santa Bárbara, a la cual renombró como rancho Neverland, inspirado en la isla de fantasía de la historia de Peter Pan, lugar ficticio donde los niños nunca crecen. Según los medios, el artista habría creado la fantasía de su inconsciente al ser «el excéntrico artista multimillonario, que vive la vida como Peter Pan». Jackson convirtió el rancho en un parque de diversiones con diversas atracciones, tales como un carrusel, un zoológico, una rueda de la fortuna, un tren y un cine. El rancho Neverland tuvo un papel central en las acusaciones de abuso sexual infantil; es uno de los principales sitios donde los acusadores de Jackson han dicho que ocurrió el abuso sexual. En 2006, las instalaciones se cerraron y la mayoría del personal fue despedido.
El psicólogo forense Stan Katz, dio declaraciones a la policía sobre Jackson, esto tras las segundas acusaciones de abuso sexual en 2003. Katz declaró que Jackson no podría ser calificado como pedófilo pues mentalmente era un niño de diez años y su curiosidad sexual se manifestaba de igual manera. Jackson habría sido deficiente de sus facultades mentales al sufrir esta regresión de edad.  Michael Jackson fue acusado de abuso sexual a menores en 1993 y en 2003, el cantante quedó libre de prisión en ambos arrestos tras acuerdos de conciliación fuera de juicio. Jackson habría pagado la cantidad de 20 millones de dólares a los padres de los niños. En 2019, se estrenó el documental Leaving Neverland dirigido por Dan Reed, el cual muestra a Wade Robson y James Safechuck contando la experiencia de haber vivido con el cantante y ser abusados en distintas ocasiones en el rancho Neverland. El documental ganó un premio Emmy y el BAFTA. Durante una entrevista con iNews, Dan Reed director del documental, dijo que Jackson había creado un personaje y toda una pantomima de ser un niño para cumplir con su «retorcida agenda sexual».

## Adicción a fármacos y muerte

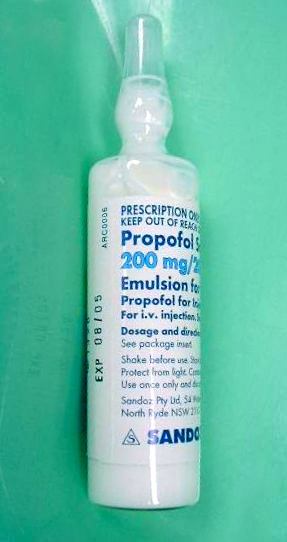
Ampolleta de propofol.

En noviembre de 1993, Jackson anunció que era adicto a los analgésicos tras quedar «física y emocionalmente agotado» por las acusaciones de abuso sexual a menores y el desgaste físico que sufrió tras las fechas de su gira Dangerous World Tour. El abogado del cantante anunció que había entrado a rehabilitación en una clínica en el extranjero para recuperarse de su adicción y eludir la persecución de los medios de comunicación. Jackson regresó a los Estados Unidos en diciembre del mismo año para enfrentar los cargos de abuso a menores y entrar a juicio. Jackson mantuvo dependencia a distintos sedantes fuertes a lo largo de su vida, tales como al propofol, demerol, lorazepam, midazolam, diazepam, lidocaína y efedrina. El artista falleció el 25 de junio de 2009 a casusa de una intoxicación aguda por propofol y benzodiazepinas, Tras la muerte de Jackson, una orden policial emitida contra su médico tratante, Conrad Murray, decía que muchos médicos de Jackson habían utilizado distintas identidades falsas. El médico fue condenado a cuatro años de prisión por negligencia médica.